# Champion linéaire
Le champion linéaire (lineal champion en anglais) est un titre de champion du monde de sport de combat détenu initialement par un champion incontesté, puis par un combattant qui bat ce champion en titre dans un affrontement de cette catégorie de poids. En boxe professionnelle, le champion linéaire est officieusement appelé « l'homme qui a battu l'homme »,,,,,,.
Les champions reconnus par des organismes de sanction tels que la WBA, la WBC ou l'UFC peuvent laisser leur titre volontairement vacant ou être déchus du titre pour avoir enfreint les règlements ou les contrats de l'organisme de sanction. Le champion linéaire a pour but d'éviter une rupture de continuité dans la liste des champions.